# Masango
Masango är ett periodiskt vattendrag i Burundi.   Det ligger i provinsen Cankuzo, i den östra delen av landet, 150 kilometer öster om huvudstaden Bujumbura.
I omgivningarna runt Masango växer huvudsakligen savannskog. Runt Masango är det ganska tätbefolkat, med 78 invånare per kvadratkilometer.